# Воскресенская церковь (Кричев)
Воскресенская церковь (бел. Уваскрасенская царква) — православный храм в городе Кричеве, расположен на центральной площади города, по адресу ул. Ленинская, 27. Храм имеет придел в честь святой Параскевы Пятницы. До перерегистрации в 2002 году церковь называли Свято-Воскресенская Параскевинская (Воскресенско-Пятницкая). При храме имеется воскресная школа.

## История
Деревянная церковь святой Параскевы Пятницы упоминается в Кричеве ещё во второй половине XVI века.
Нынешнее здание церкви построено на пожертвования горожан около 1880 года. Храм простоял до 30-х годов, когда был закрыт. В здании церкви был открыт Дом социалистической культуры. В 1976 году рядом было построено новое здание Дома культуры, тогда бывшая церковь стала кинотеатром «Родина». Кинотеатр просуществовал до конца 80-х годов, когда пришёл в аварийное состояние и был заброшен.
В самом начале 90-х годов по просьбе прихожан и настоятеля Свято-Николаевской церкви Михаила Маковцова здание храма было передано верующим. Отец Михаил занялся его восстановлением. В 1999 году был освящён архиепископом Могилёвским и Мстиславским Максимом предел в честь святой Параскевы Пятницы. С этого момента в церкви в разное время служили священники — Николай Афанасьев, Андрей Мильто, иеромонах Серафим (Сильченко), Григорий Пашкевич. С 2002 года в храме служит протоиерей Сергий Коростелёв, второй священник — Иоанн Мозольков. В середине 2000-х годов было освящено и основное здание храма.

## Интересные факты

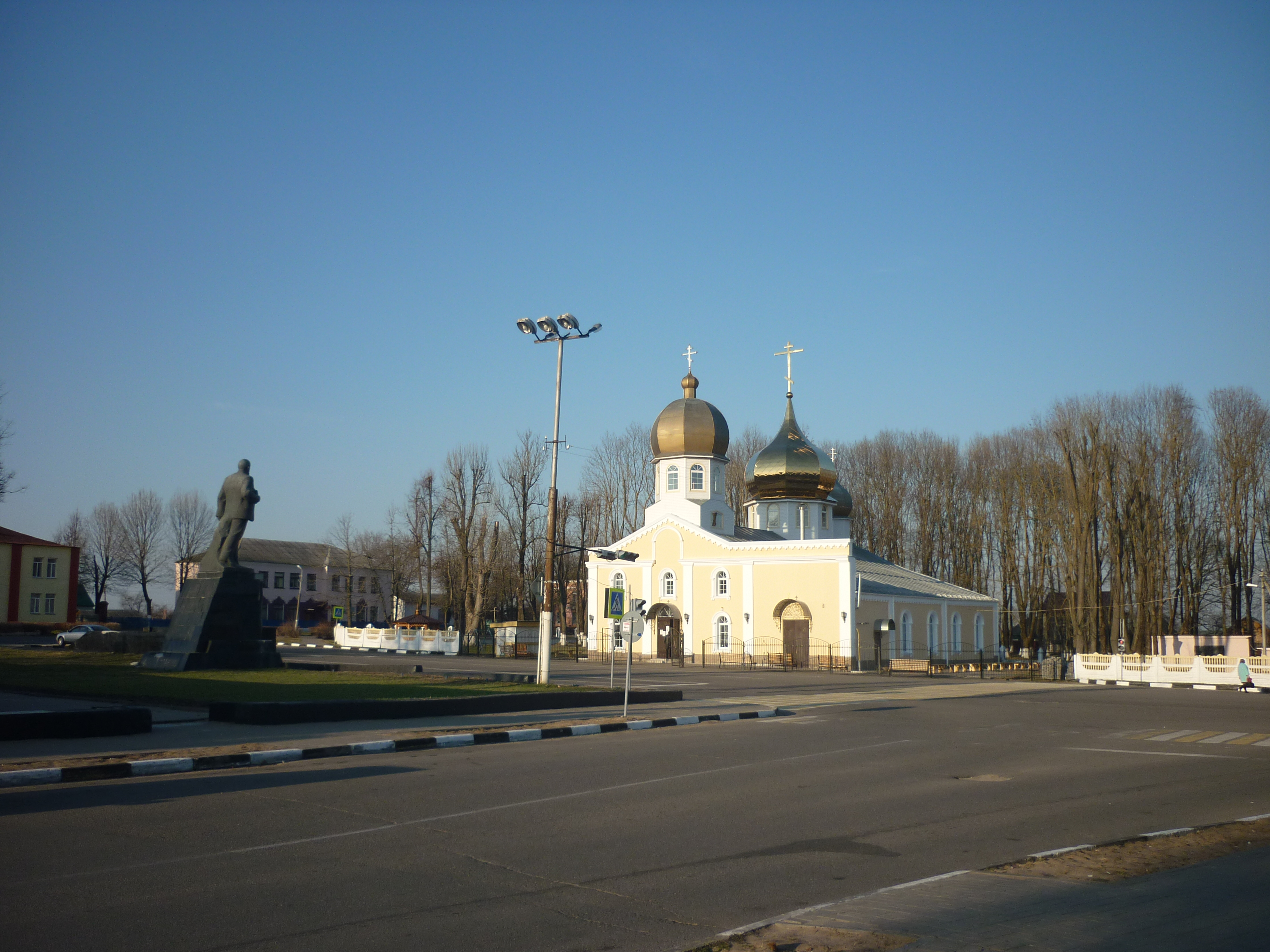
Ленин идёт в церковь

Церковь расположена на центральной площади напротив стоял памятник Ленину, причём Владимир Ильич был изображён шагающим. «Ленин идёт в церковь» — шутили местные. Сейчас на его месте располагается сквер, а сам памятник перенесен.